# Ugandas fotbollsförbund
Ugandas fotbollsförbund, officiellt Federation of Uganda Football Associations, är ett specialidrottsförbund som organiserar fotbollen i Uganda.
Förbundet grundades 1960 och gick med i Caf samt Fifa samma år. Ugandas fotbollsförbund har sitt huvudkontor i huvudstaden Kampala.